# Zimmersmann Rita
Zimmersmann Rita (Rita Atkins), (Székesfehérvár, 1969. december 25. –) magyar-angol sakkozó, női nemzetközi mester, egyéni magyar bajnok, a Nemzetközi Sakkszövetség (FIDE) Sakk az Oktatásban (Chess in Education – CIE) bizottságának titkára.
1996-ig játszott magyar színekben Zimmersmann Rita néven, 1997-től 2018-ig pedig Rita Atkins néven angol állampolgárként versenyzett. Versenyzői pályafutását követően sakk és matematika oktatásával foglalkozott – elsősorban gyerekek részére.

## Élete
Középiskoláját Székesfehérváron a József Attila Gimnáziumban végezte, majd az Eötvös Loránd Tudományegyetemen szerzett matematika-fizika szakos és pedagógus diplomát. Az egyetem elvégzését követően írországi munkát vállalt, majd 25 évig tanított az Egyesült Királyságban. A londoni Imperial College-ban szerzett számítástechnikai mesterdiplomát. Két gyermeke van, Maria és Alan. 2021-ben hazaköltözött Magyarországra.

## Sakkpályafutása
Hatéves korában édesapjától tanult meg sakkozni. Városi kisdobos- és úttörőbajnokságot nyert, és az Alba Regia Építők szakosztályába került. Másfél év alatt megszerezte a mesterjelölti címet, és 1984-ben harmadik lett a 15 éven aluliak bajnokságán. Egy évig a női válogatott egykori kapitányának Jenei Ferenc mesteredzőnek a tanítványa volt. Ezt követően a tapolcai Mereszjev SE-ben folytatta sakkpályafutását, ahol Mádl Ildikó csapattársa lett. 1985-ben a Vasas SC OB1-es csapatához igazolt, és korosztályában a válogatott keret tagja lett. 1985-ben a Bradt Borbála-emlékversenyen legyőzte a világbajnokjelölt Marta Lityinszkaja-Suhl női nagymestert. 1986-ban holtversenyben első helyezést ért el a női ifjúsági bajnokság országos döntőjében. 1987-ben a 3. helyen végzett az országos női sakkbajnokságon.
1990-ben a 2-3. helyen végzett Aarhusban a nemzetközi női versenyen. 1991-ben 1. helyezést ért el a budapesti női nemzetközi mesterversenyen, 1-2. helyezést ért el az Ingrid Larsen-emlékversenyen (Farum), ugyanebben az évben szerezte meg a női nemzetközi mesteri címet.
1992-ben megnyerte a magyar női sakkbajnokságot, és ebben az évben tagja volt a Debrecenben rendezett sakk-Európa-bajnokságon a magyar női B-válogatottnak. 1993-ban szerezte meg a női nemzetközi mester (WIM) címet.
1993-ban egyetemi tanulmányi munkájáért és kimagasló sporteredményéért megkapta a Magyar Köztársaság ’Jó tanulója – jó sportolója’ címet.

### Játékereje
2023. januárban a FIDE Élő-pontszámítása szerint 2035 pontja volt. Legmagasabb Élő-pontszáma 2280 volt 1992 júliusában.

## Tudományos munkássága
Az egyetem után befejezte aktív sakkpályafutását, de nem szakadt el a sakktól, oktatott, konferenciákat szervezett és kurzusokat tartott. Részt vett Polgár Judit sakkoktatási projektjeiben és a FIDE Oktatási Bizottságának a titkáraként dolgozik. Számos iskolai sakkklubot alapított és vezetett Cambridge-ben és környékén, ahol versenysakkban szerzett tapasztalatait felhasználva tanította diákjait a királyi játék rejtelmeire. A Bizottság az iskolai sakk népszerűsítésével foglalkozik szerte a világon. Azt szeretnék elérni, hogy minél több diák sakkozzon, játsszon sakkszerű játékokat órai tankeretben, legalább egy-két évig a világ számos tantermében. Magyarországon ezzel a területtel Polgár Judit foglalkozik. Ennek elősegítése érdekében a pedagógusokat FIDE iskolai oktatókká képezik a tanárképző tanfolyamaikon. A képzés kiterjed a sakkszabályok ismeretén, és a sakkozás alapvető készségeinek fejlesztésén túl sakkszerű minijátékok és gyakorlatok, valamint fontos pedagógiai elemek megismertetésére is, mint például az osztályterem irányítása, a differenciálási technikák, a védelem és a tanórai tervezés. Ennek keretében a FIDE Rekreációs Kollokviumon a „Matematikai játékok a sakktáblán” címmel tart előadást.
Több alkalommal vett részt a Polgár Judit által rendezett Világsakkfesztiválokon, amelyeken elismert tudósok, oktatási szakemberek társaságában előadásokat tartott az Educational Chess Summit nemzetközi oktatási konferenciákon. A „Kreativitás és Innováció” kapcsolatát, jelentőségét elemző előadások között az iskolai sakk szempontjából legjobb és legújabb oktatási programokat, innovációkat és azok eredményeit bemutató témakör egyik előadójaként a sakk és a matematika kapcsolatáról tartott előadást. A „Nők a sakkban, nők a tudományban” egyik szekciójában Barabási Albert László fizikussal, hálózatkutatóval azt a témát boncolgatták, hogy „Vajon jobb hely lenne a világ, ha több nő dolgozna a természettudományokban? Vajon mennyire hatásos, ha a lányok külön tanulnak a fiúktól, ami sok angol és kínai iskolában bevett gyakorlat?” Kapcsolódó előadásának témája „Javítja-e az egynemű oktatás a lányok eredményeit a természettudományos tárgyakban?” volt.
A Logiqboard, az Interactive Online Chessboard nevű online eszköz társalkotója, mely nem csupán egy online sakktábla, hanem egy oktatási és tanulási platform. A teamben ő a felelős a LogiqBoard kreatív és oktatási irányának kialakításáért, valamint a felhasználókkal való kapcsolatok ápolásáért.